# Maryna Gąsienica-Daniel
Maryna Gąsienica-Daniel (* 19. Februar 1994 in Zakopane, Woiwodschaft Kleinpolen) ist eine polnische Skirennläuferin. Die mehrfache WM- und Olympiateilnehmerin startet in allen Disziplinen, wobei ihre Stärken in Riesenslalom und Super-G liegen. Ihre ältere Schwester Agnieszka ist ebenfalls Skirennläuferin.

## Biografie
Im Alter von 15 Jahren bestritt Gąsienica-Daniel in Skandinavien ihre ersten FIS-Rennen und debütierte im Dezember 2009 im Riesenslalom von Kvitfjell zugleich im Europacup. Im selben Winter nahm sie noch vor ihrem 16. Geburtstag in der Mont-Blanc-Region erstmals an Juniorenweltmeisterschaften teil und klassierte sich im Super-G auf Rang 50. Insgesamt bestritt sie bei sechs verschiedenen Juniorenweltmeisterschaften 19 Rennen, wobei sie ihr bestes Resultat mit Rang fünf im Riesenslalom von Québec 2013 erzielte. Mit fast 7/10 Sekunden Rückstand wies sie jedoch einen Respektabstand zu den Medaillenrängen auf.
Am 28. Dezember 2011 gab sie im Riesenslalom von Lienz ihr Weltcup-Debüt, benötigte aber wie auch im Europacup einige Jahre, um sich den Punkterängen der besten 30 anzunähern. Im Februar 2013 trat sie in Schladming erstmals zu Weltmeisterschaften an und belegte Rang 34 im Riesenslalom. Ebenfalls 2013 gewann sie im Rahmen der Universiade im Trentino die Goldmedaille im Riesenslalom. Wenige Wochen später gab sie in Sotschi auch ihr Olympiadebüt. Nachdem sie bei den Weltmeisterschaften 2017 in St. Moritz bereits Rang 23 in der Kombination belegt hatte, gelang ihr am 24. Februar 2017 mit Rang 26 im Rennen von Crans-Montana erstmals der Gewinn von Weltcuppunkten. In der Saison 2017/18 klassierte sie sich zweimal in den Punkterängen, wobei sie mit Rang 17 im Parallelslalom von Courchevel ihr vorläufig bestes Ergebnis erreichte. Im Europacup gelang ihr mit einem Podestplatz und weiteren Top-10-Platzierungen am Ende des Winters ein kleiner Durchbruch. Auch bei den Olympischen Spielen in Pyeongchang erzielte sie mit vier Platzierungen unter den Top 30, darunter Platz 16 in der Kombination, respektable Ergebnisse. Im kommenden Winter feierte sie in Andalo ihre ersten beiden Europacup-Siege und klassierte sich im Weltcup zweimal in den Top 20. Bei den Weltmeisterschaften 2019 in Åre erreichte sie mit Kombinationsrang 21 ihr bis zu diesem Zeitpunkt bestes WM-Resultat.
Nach längerer Verletzungspause kehrte Gąsienica-Daniel im Herbst 2020 in den Weltcup zurück. Ende November gelang ihr mit Rang neun im Parallelriesenslalom von Zürs ihre erste Platzierung unter den besten zehn in einem Weltcup-Rennen. Bei den Weltmeisterschaften 2021 in Cortina d’Ampezzo belegte sie unter anderem den sechsten Platz im Riesenslalom und den achten Platz im Parallelrennen, womit sie ihre besten Ergebnisse bei einer Weltmeisterschaft verbessern konnte.
Agnieszka und Maryna Gąsienica-Daniel sind nach Dorota und Małgorzata Mogore-Tlałka das zweite Schwesternpaar aus Zakopane, das im alpinen Skisport Fuß fassen konnte.

## Erfolge

### Olympische Spiele
- Sotschi 2014: 32. Riesenslalom, DNF Super-G, DNF Slalom
- Pyeongchang 2018: 16. Kombination, 24. Abfahrt, 26. Super-G, 27. Riesenslalom
- Peking 2022: 8. Riesenslalom, 10. Mannschaftswettbewerb, 26. Super-G

### Weltmeisterschaften
- Schladming 2013: 34. Riesenslalom, DNF Slalom, DNS Super-G
- Vail/Beaver Creek 2015: 34. Super-G, 35. Slalom, 38. Riesenslalom
- St. Moritz 2017: 23. Kombination, 32. Super-G, 32. Riesenslalom, DNF Slalom
- Åre 2019: 21. Kombination, 32. Riesenslalom, DNF Super-G
- Cortina d’Ampezzo 2021: 6. Riesenslalom, 8. Parallelrennen, 12. Kombination, 27. Super-G
- Méribel 2023: 5. Parallelrennen, 9. Mannschaftswettbewerb, 10. Riesenslalom, 11. Alpine Kombination, DNF Super-G
- Saalbach-Hinterglemm 2025: 10. Mannschaft, 15. Riesenslalom, DNF Super-G

### Weltcup
- 14 Platzierungen unter den besten zehn

### Weltcupwertungen
| Saison  | Gesamt | Gesamt | Super-G | Super-G | Riesenslalom | Riesenslalom | Slalom | Slalom | Kombination | Kombination | Parallel | Parallel |
| Saison  | Platz  | Punkte | Platz   | Punkte  | Platz        | Punkte       | Platz  | Punkte | Platz       | Punkte      | Punkte   | Platz    |
| ------- | ------ | ------ | ------- | ------- | ------------ | ------------ | ------ | ------ | ----------- | ----------- | -------- | -------- |
| 2016/17 | 122.   | 5      | –       | –       | –            | –            | –      | –      | 50.         | 5           | –        | –        |
| 2017/18 | 110.   | 15     | –       | –       | –            | –            | 47.    | 14     | 42.         | 1           | –        | –        |
| 2018/19 | 95.    | 28     | –       | –       | 35.          | 25           | 57.    | 3      | –           | –           | –        | –        |
| 2020/21 | 39.    | 167    | 51.     | 4       | 14.          | 134          | –      | –      | –           | –           | 9.       | 29       |
| 2021/22 | 33.    | 266    | 42.     | 23      | 9.           | 219          | –      | –      | –           | –           | 11.      | 24       |
| 2022/23 | 43.    | 200    | 50.     | 1       | 13.          | 199          | –      | –      | –           | –           | –        | –        |
| 2023/24 | 58.    | 125    | 36.     | 30      | 23.          | 95           | –      | –      | –           | –           | –        | –        |

### Europacup
- Saison 2017/18: 10. Super-G-Wertung
- Saison 2018/19: 9. Gesamtwertung, 4. Riesenslalomwertung
- 6 Podestplätze, davon 4 Siege:

| Datum             | Ort              | Land       | Disziplin    |
| ----------------- | ---------------- | ---------- | ------------ |
| 13. Dezember 2018 | Andalo-Paganella | Italien    | Riesenslalom |
| 14. Dezember 2018 | Andalo-Paganella | Italien    | Riesenslalom |
| 16. Dezember 2020 | Hippach          | Österreich | Riesenslalom |
| 17. Dezember 2020 | Hippach          | Österreich | Riesenslalom |

### Juniorenweltmeisterschaften
- Mont Blanc 2010: 50. Super-G, DNF Riesenslalom, DNF Slalom
- Crans-Montana 2011: DNF Super-G, DNF Riesenslalom, DNF Slalom
- Roccaraso 2012: 48. Riesenslalom, DNF Slalom
- Québec 2013: 5. Riesenslalom, DNF Slalom
- Jasná 2014: 21. Riesenslalom, DNF Slalom
- Hafjell 2015: 16. Riesenslalom, 27. Super-Kombination, 35. Super-G, DNF Slalom

### Weitere Erfolge
- 1 polnischer Meistertitel (Riesenslalom 2015)
- Sieg bei den neuseeländischen Meisterschaften im Super-G 2016
- Sieg bei den slowakischen Meisterschaften im Riesenslalom 2018
- 3 polnische Juniorenmeistertitel (Super-G 2011, Riesenslalom und Slalom 2013)
- Goldmedaille bei der Universiade 2013 im Riesenslalom
- 4 Podestplätze im Australia New Zealand Cup
- 4 Siege in FIS-Rennen